# Liste der Bodendenkmäler in Issigau
Auf dieser Seite sind die Bodendenkmäler in der oberfränkischen Gemeinde Issigau zusammengestellt. Diese Tabelle ist eine Teilliste der Liste der Bodendenkmäler in Bayern. Grundlage ist die Bayerische Denkmalliste, die auf Basis des Bayerischen Denkmalschutzgesetzes vom 1. Oktober 1973 erstmals erstellt wurde und seither durch das Bayerische Landesamt für Denkmalpflege geführt wird. Die folgenden Angaben ersetzen nicht die rechtsverbindliche Auskunft der Denkmalschutzbehörde.

## Bodendenkmäler in Issigau
| Lage       | Objekt | Akten-Nr.     | Bild |
| ---------- | --- | ------------- | ---- |
| (Standort) | Vorgeschichtliche Höhensiedlung und mittelalterlicher Burgstall „Alter Wallgraben“.                                                              | D-4-5636-0005 |      |
| (Standort) | Mittelalterlicher Burgstall und abgegangene Burgkapelle.                                                                                         | D-4-5636-0006 |      |
| (Standort) | Vorgängerbauten sowie Befunde des Mittelalters und der frühen Neuzeit                                                                            | D-4-5636-0053 |      |
| (Standort) | Vorgängerbauten sowie Befunde des Mittelalters und der frühen Neuzeit                                                                            | D-4-5636-0054 |      |
| (Standort) | Vorgängerbau und Befunde des Mittelalters und der frühen Neuzeit                                                                                 | D-4-5636-0061 |      |
| (Standort) | Verhüttungsplatz des Mittelalters und der frühen Neuzeit.                                                                                        | D-4-5636-0104 |      |
| (Standort) | Als Hohlwege ausgebildete mittelalterliche Altwege zum Burgstall „Alter Wallgraben“.                                                             | D-4-5636-0105 |      |
| (Standort) | Bergbauareal der frühen Neuzeit mit Rebeccastollen sowie Pingenzügen, Schachtpingen und Abraumhalden im Bereich des ehem. Friedensgruber Ganges. | D-4-5636-0108 |      |